# Irenca
Irenca je žensko osebno ime.

## Izvor imena
Ime Irenca je različica ženskega osebnega imena Irena.

## Pogostost imena
Po podatkih Statističnega urada Republike Slovenije je bilo na dan 31. decembra 2007 v Sloveniji število ženskih oseb z imenom Irenca: 104.

## Osebni praznik
V koledarju je ime Irenca zapisano skupaj z imenom Irena.